# Улица Примакова (Санкт-Петербург)

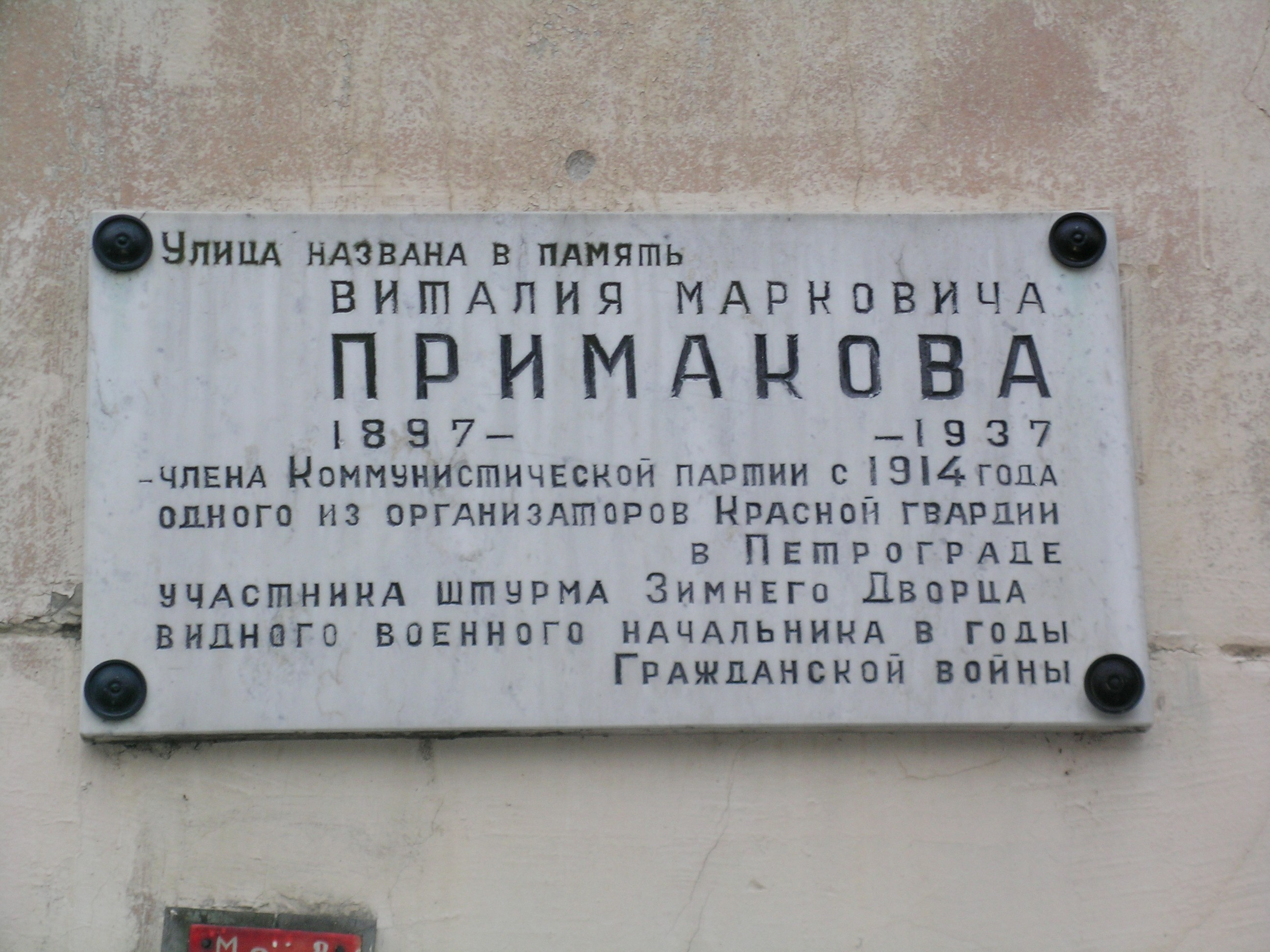
Улица названа в память Виталия Марковича Примакова 1897—1937 — члена Коммунистической партии с 1914 года, одного из организаторов Красной гвардии в Петрограде, участника штурма Зимнего Дворца, видного военного начальника в годы Гражданской войны

Улица Примако́ва — улица в Кировском районе Санкт-Петербурга. Проходит от Автовской улицы до улицы Червонного Казачества.

## История
Улица названа 16 января 1964 года в честь советского военачальника Виталия Марковича Примакова.

## Здания и сооружения
- Санкт-Петербургский педагогический колледж № 1 — д. 10
- Гараж-автостоянка № 21 — д. 13
- Логопедический детский сад № 362 — д. 18
- Благотворительная ассоциация «Концерн Юнес» — д. 20

## Память о Виталии Примакове
- На одном из домов установлена аннотационная доска с текстом: «Улица названа в память / Виталия Марковича / Примакова / 1897—1937 / — члена Коммунистической партии с 1914 года / одного из организаторов Красной гвардии / в Петрограде / участника штурма Зимнего Дворца / видного военного начальника в годы / Гражданской войны».

## Пересечения
- улица Червонного Казачества
- Автовская улица